# Jamaica (Iowa)
Jamaica è un comune (city) degli Stati Uniti d'America, nella Contea di Guthrie, nello Stato dell'Iowa.

## Economia
Il piccolo centro vanta la presenza di uno studio di registrazione abbastanza famoso, noto come il "Sound Farm Studios", nel quale il gruppo musicale statunitense Slipknot ha registrato l'album All Hope Is Gone, mentre gli Stone Sour vi hanno registrato gli album House of Gold & Bones Part 1 e House of Gold & Bones Part 2.